# Dubňany
Dubňany (deutsch Dubnian) ist eine Stadt in Tschechien. Sie liegt sieben Kilometer nördlich von Hodonín und gehört zum Okres Hodonín.

## Geographie
Dubňany befindet sich linksseitig des Flüsschens Kyjovka im Wiener Becken (Dolnomoravský úval). Westlich der Stadt liegt der Jarohněvický rybník (Jaranowitzer Teich) und im Süden der Doubrava-Wald. Entlang der Kyjovka verläuft die stillgelegte Bahnstrecke Mutěnice–Kyjov. Nordöstlich erhebt sich der Hügel Náklo (Naklemberg, 265 m), an dessen Hängen großflächiger Weinbau erfolgt.
Nachbarorte sind Svatobořice-Mistřín im Norden, Milotice und Vacenovice im Nordosten, Ratíškovice im Osten, Rohatec im Südosten, Hodonín im Süden, Dolní Bojanovice im Südwesten, Mutěnice im Westen sowie Hovorany und Šardice im Nordwesten.

## Geschichte
Erste schriftliche Belege für die Pfarrsiedlung Jarohněvice stammen von 1222. Dubňany wurde 1349 erstmals urkundlich erwähnt, als Čeněk von Lipá das Dorf zusammen mit Jarohněvice und Mokronosy an Smil von Letovice verkaufte. Das zwischen Šardice und Dubňany gelegene Dorf Mokronosy erlosch wie auch Jarohněvice in der zweiten Hälfte des 15. Jahrhunderts während der böhmisch-ungarischen Auseinandersetzungen um die Böhmische Krone. Das zur Herrschaft Milotice gehörige Dorf Dubňany bestand im Jahre 1620 aus 86 Häusern und hatte 560 Einwohner. Nach den Verwüstungen des Dreißigjährigen Krieges hatte Dubňany nur noch 90 Einwohner, die in 14 Häusern lebten. Im 18. Jahrhundert begann in den Hügeln um Dubňany der Abbau von Lignit. 1819 bestand das Straßenangerdorf aus 323 Häusern und besaß 1328 Einwohner.
Nach der Aufhebung der Patrimonialherrschaften bildete Dubňany ab 1850 eine Gemeinde im Bezirk Hodonín. Wirtschaftliche Bedeutung erlangte der Ort in der Zweiten Hälfte des 19. Jahrhunderts durch die Errichtung von zwei Glashütten durch Josef Schreiber & Neffen. 1868 entstand die Obere Hütte in Jaronowitz, 1875 folgte mit der Maxhütte oder Unteren Hütte eine weitere. Zwischen 1860 und 1870 begann mit der Eröffnung der Zechen Jiříkovsko, Antonie, Rudolf, Marie und Gottes Hilfe der intensive Abbau von Lignit um Dubňany. Am 2. Juni 1900 nahm die Brünner Local-Eisenbahn-Gesellschaft den Verkehr auf der Lokalbahn Mutenitz-Gaya auf.

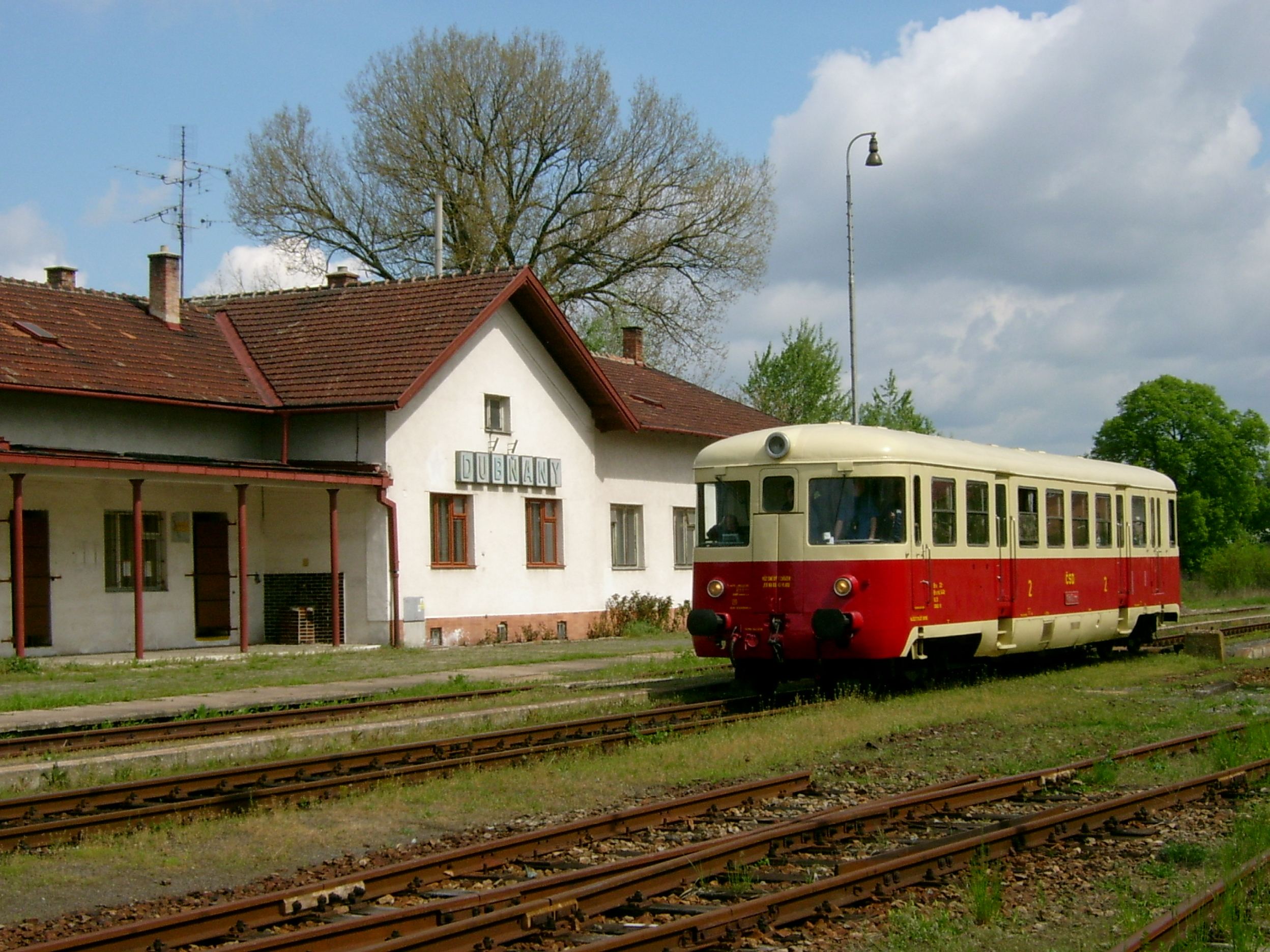
Stillgelegte Bahnstation in Dubňany

Im Jahre 1900 lebten in der Gemeinde 3060 Menschen, 1921 waren es bereits 4067. 1927 wurden die Grundmauern der romanischen Kirche von Jarohněvice ausgegraben. Ab 1950 begann eine Erweiterung des Bergbaubetriebes und bis 1960 entstand am Rande des Dorfes die Bergarbeitersiedlung Lignit. 1962 erreichte Dubňany mit 7097 Einwohnern seinen bisher höchste Bevölkerungszahl. Seit dem 1. Juli 1964 ist Dubňany eine Stadt. Ab 1980 begann die Stilllegung der Bergwerke. Auf der Eisenbahnstrecke 257 Kyjov–Mutěnice wurde 2005 der Personenverkehr eingestellt.

## Stadtgliederung
Für die Stadt Dubňany sind keine Ortsteile ausgewiesen. Grundsiedlungseinheiten sind Dubňany-východ, Dubňany-západ, Horní Huť, Jarohněvice (Jaranowitz), Písky u dúbků und Zadní louky-Nivky-Díly.
Zu Dubňany gehört außerdem die Ortslage Důl Tomáš.

## Söhne und Töchter der Stadt
- Ludvík Podéšt (1921–1968), Komponist

## Sehenswürdigkeiten
- Pfarrkirche St. Josef, erbaut 1885, das Presbyterium stammt aus dem Jahre 1720
- Statue des hl. Johannes von Nepomuk, geschaffen 1727
- Magariův kříž, 9 m hohes Eichenholzkreuz
- Eiche am Jarohněvický rybník, ihr Alter wird auf 600 Jahre geschätzt
- archäologische Grabungsstätte Jarohněvice mit den Grundmauern der romanischen Kirche und Resten eines Friedhofes